# Le Roi Soleil
Le Roi Soleil (el Rei del Sol en català) és un musical produït per Dove Attia i Albert Cohen, i escenificat per Kamel Ouali (exprofesor de l'acadèmia d'”Operación Triunfo” francesa, de nom Star Académy). Aquest musical explica la vida i els amors d'en Lluís XIV (« Le roi soleil » és el sobrenom que es va donar a Lluís XIV). L'estrena tingué lloc el 22 de setembre del 2005 al Palau dels Esports (Palais des Sports de París) i l'acomiadament fou el 8 de juliol del 2007. Això és una prova irrefutable d'un dels musicals més reeixits de França; musical que donà inspiració a una allau de musicals europeus “Mamma Mia, Fame, Cats...” que coronà el seu èxit amb dues temporades ben omplertes de públic que no van dubtar en elevar l'àlbum de les cançons del Roi Soleil al cim dels tops del país, de Bèlgica i Suïssa (països també inclosos a la gira).
Diversos fracassos més o menys importants (ex.: Les demoiselles de Rochefort, Belles Belles Belles) varen fer que el gènere del musical a França estigué durant temps a l'espera de dies millors. Dies que acabaren amb una nota d'allò més positiva amb l'arribada de le Roi Soleil que obtingué l'èxit esperat. Això pot explicar-se molt probablement pel fet que l'equip tècnic és pràcticament el mateix que el dels musicals de Les Dix Commandements (que ja havia destacat pel seu èxit anteriorment). Però també perquè “Le Rois Soleil” va ser preparat durant dos anys amb un pressupost de 6 milions d'euros i un suport àmpliament destacat de diversos mitjans de comunicació importants al país: NRJ, TF1… Això sense oblidar la mediatització important, i gens negligible, rebuda per l'espectacle que vorejava els més de 380 representacions, 600 000 milions d'espectadors, més d'1 milió d'àlbums venuts.

## Artistes

### Intèrprets principals
- Lluís XIV: Emmanuel Moire.
- Marie Mancini: Anne-Laure Girbal.
- Monsieur, el germà del Rei: Christophe Maé.
- Françoise d'Aubigné: Cathialine Andria.
- Le Duc de Beaufort: Merwan Rim.
- Madame de Montespan: Lysa Ansaldi.
- Isabelle, la filla del poble: Victoria Petrosillo.

### Dobles
- LLuís XIV: Emmanuel Dahl.
- Madame de Montespan: Lydia Dejugnac.
- El duc de Beaufort: Virgile Ledreff.
- Marie Mancini, Francoise d'Aubigné i Isabelle: Blandine Aggery.
- Monsieur, germà del Rei: Mehdi Kerkouche [ballarí]
- Molière: François Chouquet
- Mazarin: Massimiliano Belsito [ballarí]
- Anne d'Autriche: Marjorie Ascione [ballarí]
- La Voisin i Mlle de Lisieux: Sarah Gelle[ballarí]
- Ninon de Lenclos: Géraldine Couf [ballarí]
- Scarron: Baptiste Oberson

- Ballarins del musical:

Marjorie Ascione, Delphine Attal, Massimiliano Belsito, Emilie Capel, Géraldine Couf, Sabrina Fontaine, Michaël Foppolo, Sarah Gelle, Jessica Di Girolamo, Guillaume Jauffret, Fabien Hannot, Estelle Manas, Tommy Pascal, Stefano Pistolato, Baptiste Oberson, Abkari Saitouli, Salem Sobihi, Valentin Vossenat.

## Cançons del Musical

### Primer acte
- Prélude versaillais (instrumental).
- Contre ceux d'en haut (M. Rim amb la intervenció de V. Petrosillo).
- Qu'avons-nous fait de vous ? (V. Petrosillo amb l'intervención de M. Rim).
- Je serai lui (C. Andria).
- Être à la hauteur (E. Moire).
- Ça marche (C. Maé).
- Où ça mène quand on s'aime (A.-L. Girbal, E. Moire).
- Encore du temps (V. Petrosillo,A.-L. Girbal).
- Requiem Aeternam(en latin)(V. Petrosillo, M. Rim, A.-L. Girbal).
- A qui la faute (C. Maé).
- Je fais de toi mon essentiel (E. Moire amb la intervenció de A.-L. Girbal).
- S'aimer est interdit (A.-L. Girbal, E. Moire).

### Segon acte
- Repartir (M. Rim, V. Petrosillo, C. Andria)
- Le ballet des planètes (instrumental)
- Pour arriver à moi (E. Moire)
- Un geste de vous (L. Ansaldi, C. Maé amb la intervenció d'E.Moire)
- Le bal des monstres (instrumental)
- Entre ciel et terre (M. Rim, V. Petrosillo)
- Alors d'accord (C. Andria i un nen)
- J'en appelle (L. Ansaldi)
- L'arrestation (instrumental)
- Personne n'est personne (V.Pétrosillo, C.Andria)
- Lyric Box (instrumental)
- Et vice Versailles (C.Maé)
- La vie passe (E.Moire;C.Andria)
- Tant qu'on rêve encore (Elenc del Roi Soleil)
- Être à la hauteur i Je fais de toi mon essentiel pel tancament (Elenc del Roi Soleil)